# Campeonato sub-19 de la AFF 2012
El Campeonato sub-19 de la AFF 2012 se llevó a cabo en Ho Chi Minh City, Vietnam del 2 al 8 de septiembre y contó con la participación de 8 selecciones juveniles del Sureste de Asia, Medio Oriente, Asia Central y Oceanía, participando por primera vez Uzbekistán e Irán, quien a último momento tomó el lugar de Tailandia, quien abandonó el torneo.
Irán venció en la final a Uzbekistán para ganar el título por primera ocasión.

## Primera ronda
| País       | J | G | E | P | GF | GC | GD | Pts |
| ---------- | - | - | - | - | -- | -- | -- | --- |
| Irán       | 3 | 3 | 0 | 0 | 8  | 3  | +5 | 9   |
| Uzbekistán | 3 | 2 | 0 | 1 | 7  | 3  | +4 | 6   |
| Australia  | 3 | 1 | 0 | 2 | 6  | 6  | 0  | 3   |
| Vietnam    | 3 | 0 | 0 | 3 | 1  | 10 | -9 | 0   |

| 2 de septiembre de 2012 | Australia   | 1 - 2   | Uzbekistán                    | Thống Nhất Stadium, Hồ Chí Minh City           |                                                |
|                         | Antonis 36' | Reporte | Yusupov 77' · Abdumuminov 90' | Árbitro(s): Muhammad Taqi Aljaafari Bin Jahari | Árbitro(s): Muhammad Taqi Aljaafari Bin Jahari |

| 2 de septiembre de 2012 | Irán                   | 2 - 1   | Vietnam             | Thống Nhất Stadium, Hồ Chí Minh City     |                                          |
|                         | Azmoun 1' · Barzay 33' | Reporte | Phan Dinh Thang 44' | Árbitro(s): Mohd Amirul Izwan Bin Yaacob | Árbitro(s): Mohd Amirul Izwan Bin Yaacob |

| 4 de septiembre de 2012 | Uzbekistán  | 1 - 2   | Irán                 | Thống Nhất Stadium, Hồ Chí Minh City |                             |
|                         | Sergeev 71' | Reporte | Azmoun 29' · Cheshmi | Árbitro(s): Chanketya Thong          | Árbitro(s): Chanketya Thong |

| 4 de septiembre de 2012 | Vietnam | 0 - 4   | Australia                                                                  | Thống Nhất Stadium, Hồ Chí Minh City |                     |
|                         |         | Reporte | Edwards 31' · Barker-Daish 53' · Makarounas 57' · Dao Duy Khanh 84' (a.g.) | Árbitro(s): Min Hla                  | Árbitro(s): Min Hla |

| 6 de septiembre de 2012 | Australia | 1 - 4   | Irán                                        | Thống Nhất Stadium, Hồ Chí Minh City     |                                          |
|                         | Geria 39' | Reporte | Jahanbakhsh 51' 63' (pen.) · Azmoun 52' 85' | Árbitro(s): Mohd Amirul Izwan Bin Yaacob | Árbitro(s): Mohd Amirul Izwan Bin Yaacob |

| 6 de septiembre de 2012 | Uzbekistán                                                       | 4 - 0   | Vietnam | Thống Nhất Stadium, Hồ Chí Minh City           |                                                |
|                         | Maksimillan 45' · Pham Hoang Lam 79' (a.g.) · Yusupov · Abbosbek | Reporte |         | Árbitro(s): Muhammad Taqi Aljaafari Bin Jahari | Árbitro(s): Muhammad Taqi Aljaafari Bin Jahari |

## Tercer lugar
| 8 de septiembre de 2012 | Australia                                  | 4 - 0   | Vietnam | Thống Nhất Stadium, Hồ Chí Minh City |                             |
|                         | Geria 12' · Woodcock 30' 73' · Taggart 66' | Reporte |         | Árbitro(s): Chanketya Thong          | Árbitro(s): Chanketya Thong |

## Final
| 8 de septiembre de 2012 | Irán               | 2 - 1   | Uzbekistán  | Thống Nhất Stadium, Hồ Chí Minh City           |                                                |
|                         | Jahanbakhsh 1' 23' | Reporte | Sergeev 19' | Árbitro(s): Muhammad Taqi Aljaafari Bin Jahari | Árbitro(s): Muhammad Taqi Aljaafari Bin Jahari |

## Campeón
| Campeonato sub-19 de la AFF 2012 |
| -------------------------------- |
| Bandera de Irán                  |
| Irán 1º Título                   |